# وویجر

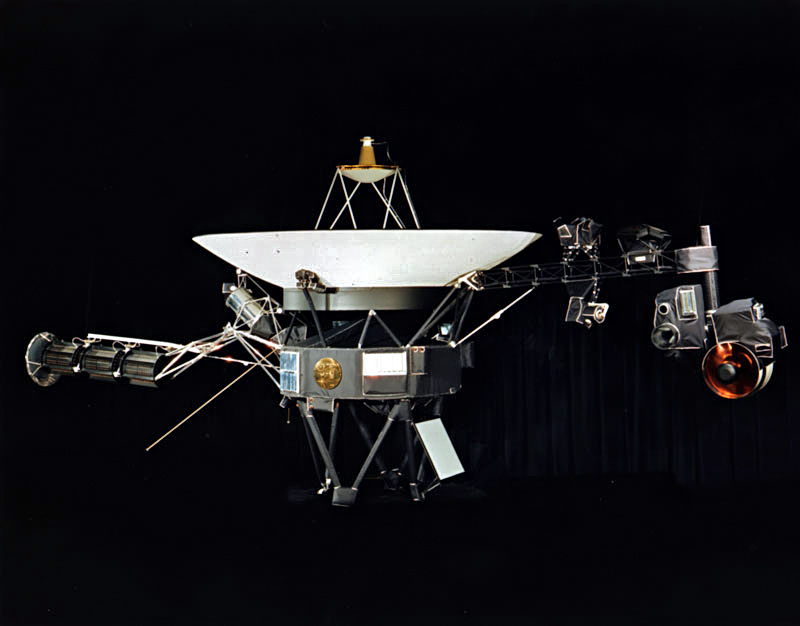
نمایی از کاوشگر فضایی وویجر ۱

وویجر (به انگلیسی: Voyager) نام دو کاوشگر فضایی است که در سال ۱۹۷۷ میلادی توسط ناسا برای مطالعهٔ سیاره‌های منظومهٔ خورشیدی به فضا پرتاب شد. این دو کاوشگر در اصل برای مطالعهٔ سیارات زحل و مشتری طراحی شده بودند اما بعد از انجام مأموریت به سوی فضای بیرونی منظومهٔ خورشیدی حرکت کردند. در سال ۲۰۱۰ دانشمندان اعلام کردند که وویجر-۱ در مرز منظومهٔ خورشیدی قرار گرفته و در آستانهٔ خروج از این منظومه قرار دارد. این دو کاوشگر اکنون دورترین اجرام آسمانی هستند که از زمین به فضا پرتاب شده‌اند. وویجر-۱ حدود ۱۷ میلیارد کیلومتر و وویجر ۲ حدود ۱۵ میلیارد کیلومتر با خورشید فاصله دارند. این دو فضاپیما با سوخت هسته‌ای کار می‌کنند، به اندازهٔ یک اتومبیل کوچک هستند و برای ادامهٔ حرکت و فعالیت تا سال ۲۰۲۰ سوخت داشتند.

## کاوشگرهای وویجر
دو کاوشگر وویجر ۱ و وویجر ۲ پیشگام اکتشاف سیارات دوردست منظومهٔ خورشیدی و نخستین ابزار ساخت بشر هستند که از محدودهٔ منظومهٔ خورشیدی خارج شده و به فضای ژرف ورای آن سفر کرده‌اند. داده‌های بسیار ارزشمندی که این دو کاوشگر در درازای مأموریت‌های موفق‌شان در اختیار دانشمندان قرار دادند، باعث گسترش زیاد دانش و اطلاعات بشر از ساختار سیارات بزرگ گازی منظومهٔ خورشیدی شده‌است.

### کاوشگر وویجر ۱

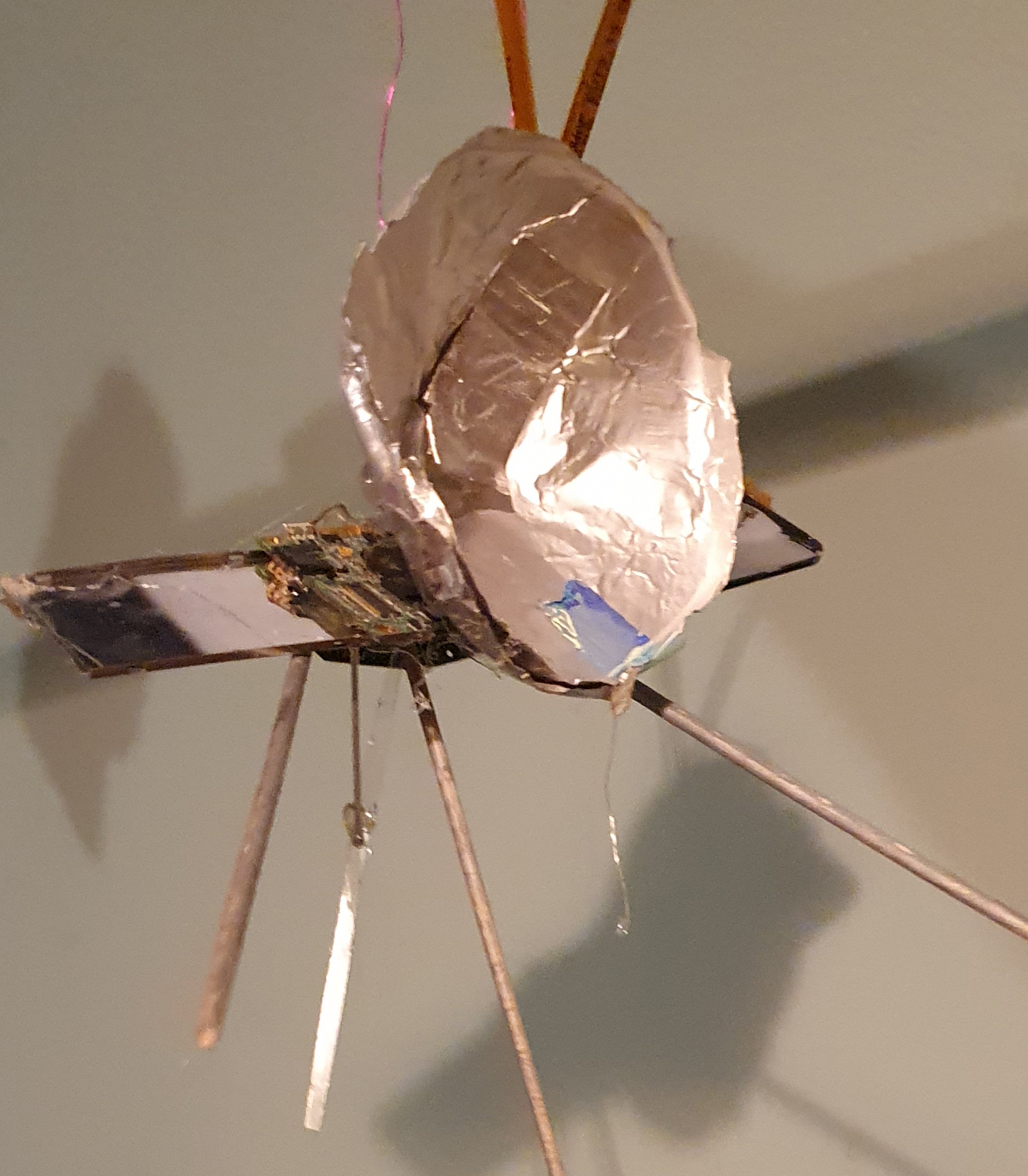
تصویر سی‌جی تهیه شده توسط ناسا از «وویجر ۱» در حال ورود به مدار اورانوس

کاوشگر «وویجر ۱» با جرم ۷۲۲ کیلوگرم در ۵ سپتامبر سال ۱۹۷۷ میلادی توسط آژانس فضایی آمریکا ناسا برای مطالعهٔ سیاره‌های مشتری، کیوان، اورانوس و نپتون، و فضای ژرفتر مأموریتی که در سال ۱۹۸۹ کامل شد. این کاوشگر حاوی صفحه‌ای طلایی با اطلاعاتی از تمدن زمینی است.
این کاوشگر در تاریخ ۵ مارس ۱۹۷۹ به نزدیک‌ترین فاصلهٔ خود نسبت به سیاره مشتری رسید و پس از بررسی و ارسال داده‌هایی بسیار ارزشمند و بنیادین از این سیاره به زمین، به سوی سیارهٔ زحل پیش رفت و پس از گذر از این سیاره در ۱۲ نوامبر ۱۹۸۰ به ورای منظومهٔ خورشیدی و فضای بیکران میان‌ستاره‌ای پیش رفت تا سفر بی‌پایان خود را ادامه دهد.
۱۳ سپتامبر ۲۰۱۳ ناسا رسماً خروج وویجر ۱ از منظومهٔ خورشیدی را تأیید کرد.

### کاوشگر وویجر ۲
کاوشگر «وویجر ۲» در تاریخ ۲۰ اوت ۱۹۷۷ میلادی برای کاوش و بررسی دقیق‌تر تمامی سیارات گازی منظومهٔ خورشیدی از جمله مشتری، زحل، اورانوس و نپتون، به فضا پرتاب شد. پس از گذر از مشتری و زحل به ترتیب در تاریخ ۹ ژوئیهٔ ۱۹۷۹ و ۲۵ اوت ۱۹۸۱، در روز ۲۴ ژانویهٔ ۱۹۸۶ خود را به اورانوس رساند و پس از عبور از نپتون در ۱۵ اوت سال ۱۹۸۹ همانند وویجر ۱ سفر خود را به سوی ژرفای فضا در پیش گرفت.

## منبع انرژی

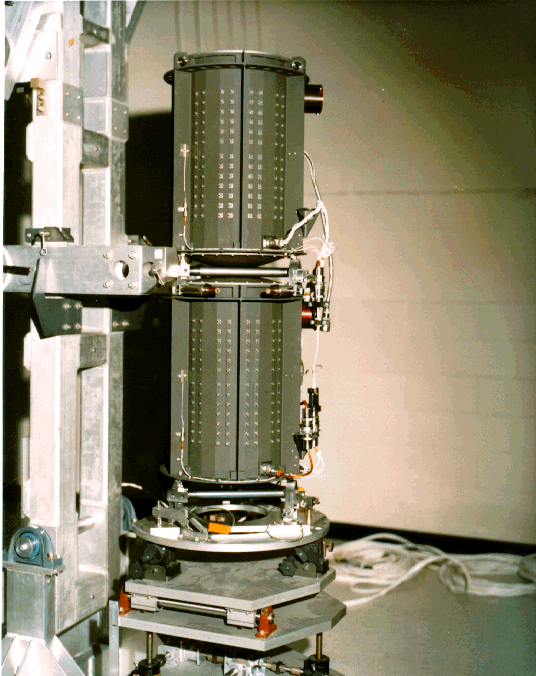
ژنراتور ترموالکتریک رادیوایزوتوپ برای برنامه ویجر.

کاوشگرهای وویجر از نوعی پیل هسته‌ای تحت عنوان ترمو الکتریک با بهره‌گیری از پلوتونیم ۲۳۸ (متمایز از ایزوتوپ پلوتونیم ۲۳۹ مورد استفاده در سلاح‌های هسته‌ای) انرژی مورد نیاز خود را تأمین می‌کنند.
توان تولید شده اولیه برای کاوشگرها در هنگام پرتاب توسط این ژنراتور برابر با ۴۷۰ وات در۳۰ ولت برق دی سی بود
در ۷ اکتبر ۲۰۱۱ توان تولید شده توسط پیل‌های هسته‌ای وویجر۱ و وویجر۲ به ترتیب با کاهش تدریجی طی ۳۴ سال به مقدار ۲۶۷٫۹ و ۲۶۹٫۲ وات رسید

## اجزا
1. آنتن فراگیر
2. آشکارساز پرتوهای کیهانی
3. آشکارساز پلاسما
4. دستگاه عکسبرداری (با دوربین زاویه بسته)
5. دستگاه عکسبرداری (با دوربین زاویه باز)
6. طیف‌سنج فرابنفش
7. پرتوسنج و طیف‌سنج فروسرخ
8. فتوپلاریمتر
9. آشکارساز ذرات باردار کم انرژی
10. آنتهای موج پلاسما و رادیو آسترونومی سیارات
11. ژنراتورهای ترموالکتریک رادیوایزوتوپ
12. مغناطیس‌سنج
13. پیل هسته‌ای

## خدمات وویجرها به ستاره‌شناسی

تصویر سی‌جی تهیه شده توسط ناسا از «وویجر۲» هنگام ترک زحل

کاوشگرهای «وویجر» به بررسی دقیق سیارات گازی، قمرهای آنها، میدان مغناطیسی و جاذبه آن، محاسبه دقیق گرانش و همچنین حلقه‌های زحل و اورانوس پرداختند.
از دیگر ویژگی‌های این مأموریت، کشف ۲۴ قمر برای سیارات گازی بود.
علاوه بر این دانشمندان به یاری داده‌های ارسالی این دو کاوشگر، به شواهدی دال بر وجود فعالیت‌های آتشفشانی (شبیه ساختارهای زمینی) در یکی از قمرهای مشتری به نام «آیو»(Io)، و همچنین آب فشان‌های یخی در بزرگ‌ترین ماه نپتون یعنی تریتون (Triton) پی بردند.
کشف تعداد زیادی از حفره‌های بزرگ که حاصل برخورد بسیار شدید دنباله دارها و شهاب سنگ‌ها بر روی ماه‌های سیارات است، از دیگر اکتشافات این کاوشگرها بود.
دانشمندان با در نظر گرفتن داده‌های ارسالی توسط وویجرها توانستند جرم و چگالی بیش از ۱۷ قمر را محاسبه نمایند و همچنین ساختارهای بنیادی اجزای تشکیل دهنده جوّ رقیق و اسرارآمیز یکی از ماه‌های زحل به نام تیتان را تعیین نمایند. این داده‌ها سه دهه بعد در ماموریت فضایی کاسینی-هویگنس تکمیل شد.
این دو کاوشگر همراه خود ابزارهای بسیار دقیق پژوهشی حمل می‌کردند. از جمله این ابزار آلات می‌توان به ابزاری برای اندازه‌گیری دقیق میدان الکتریکی (توان یا قدرت، شکل و جهت آن در سیاره)، امواج فرابنفش، امواج مرئی، فروسرخ و امواج رادیویی (در طول موج‌های مختلف) که توسط سیارات و ماه‌ها و حلقه‌هایشان تولید می‌شود اشاره کرد.
از شگفت‌انگیزترین پدیده‌های که در طی این سفر اکتشافی اتفاق افتاد، ایجاد اختلال در ارتباط بین کاوشگرها و زمین در هنگام عبور این دو فضاپیما از پشت سیاره‌ها است، به عبارت دیگر جوّ سیارات و برخی از حلقه‌ها مانع از ارسال امواج رادیویی توسط کاوشگرها به زمین بودند.

## صفحه طلایی وویجر

تصویری از پوشش دیسک طلایی وویجر ۱

اندیشه قرار دادن پیام‌هایی برای موجودات هوشمند فرازمینی نخستین بار توسط «اریک بورگس» مطرح شد. سپس کارل ساگان، ستاره‌شناس و اختر شیمی‌دان مشهور آمریکایی و از پیشگامان روش‌های برقراری ارتباط با موجودات هوشمند فرازمینی، از این ایده به شدت استقبال کرد.
سرانجام ناسا با این طرح موافقت کرد و سه هفته به وی فرصت داد تا پلاکی را طراحی کند. ساگان با همکاری فرانک دریک پلاک را طراحی کردند؛ البته طراحی هنری این پلاک را همسر کارل سیگان - لیندا سالزمن- انجام داد!
علاوه بر ابزارهای پژوهشی و اندازه‌گیری، هر دو کاوشگر با خود لوحی از جنس طلا حمل می‌کنند. در این صفحات مدور فلزی دیجیتالی، مطالب زیر ثبت شده‌است:
- فرازهایی از تمدن انسان به زبان ریاضی
- تصویری از دو انسان (زن و مرد) با دستان افراشته به نشانه دوستی
- نشانی جایگاه زمین در منظومه شمسی و کهکشان راه شیری

### محتوای صفحات
در صفحه‌ای ۱۲ اینچی مسی با روکش طلا چکیده‌ای از فرهنگ و آثاری از زندگی گونه‌های مختلف در زمین قرار داده شده‌است:
- ۱۱۵ قطعه عکس آنالوگ
- اصواتی از زمین
- صدای رعد و برق
- صدای گریه یک شیرخوار
- صدای یک نهنگ وال
- صدای برخورد امواج به ساحل
- صدای قلب و گام برداشتن انسان
- و چند صدای دیگر
- موسیقی‌های منتخب از فرهنگ‌ها و نواحی مختلف (۹۰ دقیقه): قطعات مختلفی از باخ و بتهوون تا لویی آرمسترانگ و چاک بری در دیسک گنجانده شده‌اند. موسیقی‌ها متعلق به فرهنگ‌ها و کشورهای مختلف هستند: گرجستان، چین، ژاپن، آذربایجان، اندونزی، مکزیک، پرو، بلغارستان، سنگال
- سلام و خوشامدگویی به ۵۵ زبان: این خوشامدگویی‌ها با زبان اکدی که در میان‌رودان ۶ هزار سال پیش صحبت می‌شد آغاز می‌شود و با یکی از زبان‌های محلی چینی به نام وو پایان می‌یابد.

### پیام به زبان فارسی
پیامی که به زبان فارسی در وویجر قرار داده شده، شامل شعر «بنی آدم اعضای یک پیکرند» سعدی است. پیام فارسی به خاطر شعر سعدی یکی از طولانی‌ترین پیام‌های وویجر است. متن پیام فارسی از این قرار است:
درود بر ساکنین ماوراء آسمان‌ها، بنی‌آدم اعضای یک پیکرند که در آفرینش ز یک گوهرند. چون عضوی به‌درد آورد روزگار، دگر عضوها را نماند قرار.

## قطع ارتباط «وویجر»

زمین از فاصله ۶٫۵ میلیارد کیلومتری و از دید «وویجر ۱»

فرستنده و گیرنده‌های رادیویی و همچنین سایر ابزارآلات پژوهشی دو کاوشگر «وویجر» تا سال ۲۰۰۰ میلادی به خوبی فعال بود. کاوشگر «وویجر۲» پس از ۴۲ سال برای نخستین بار اطلاعاتی از خارج منظومه شمسی به زمین فرستاد. مقایسه میان اطلاعات کاوشگرهای وویجر۱ و ۲ شکل هلیوسفر را دقیق‌تر نشان داد.
اما به مراتب با زیاد شدن فاصله آن‌ها با سیاره زمین، این امواج باید برای رسیدن به زمین مدت زمان بسیاری را طی کنند. به همین دلیل در طی این فاصله دچار افت کیفیت می‌شوند و به صورت پالس‌های بسیار ضعیف در زمین دریافت می‌شوند.
کاوشگر وویجر ۱ هرلحظه ممکن است از منطقه تحت جاذبه خورشید (هلیوپوز) خارج شده و سفر خود را در فضای بین ستاره‌ای ادامه دهد. وویجر ۲ نیز در طی سال‌های آتی همین مسیر را در پیش خواهد گرفت. دانشمندان تخمین می‌زنند که نزدیک‌ترین فاصله مرز خورشیدی (هلیو پوز) تا خورشید (فضای تحت تأثیر خورشید و فضای بین ستاره‌ای) در حدود ۱۵ میلیارد کیلومتر باشد.
با در نظر گرفتن اینکه فضای بین ستاره ای تقریباً عاری از هرگونه گاز هست و خلأ محسوب می‌شود بنابراین سفینه‌هایی مثل وویجر ۱ و ۲ (پرتاب در ۱۹۷۷) و افقهای نو (پرتاب در ۲۰۰۶) که با سرعت مناسب و کافی برای فرار از گرانش زمین به وسیله موشک پرتاب شده‌اند در صورتی که به دام گرانش ستاره یا سیاره یا جرم آسمانی نیفتند بدون اینکه ماده ای جلوی آن‌ها مقاومت کند به مسیر خود در فضای بیکران ادامه خواهند داد؛ و تصور اینکه این سفینه‌ها دارای موتور پیشران هستند نادرست است. چون در فضای بین ستاره ای ماده ای وجود ندارد که موتور نسبت به آن نیروی پیشران ایجاد کند. این دو کاوشگر طی دهه آینده به تدریج ارتباط خود با زمین را قطع می‌کنند.